# William K. Hartmann
William Kenneth Hartmann (sinh ngày 6 tháng 6 năm 1939) là một nhà khoa học, họa sĩ, tác giả và nhà văn nổi tiếng. Ông là người đầu tiên thuyết phục giới khoa học chính thống rằng Trái Đất đã từng bị một thiên thể có kích cỡ hành tinh đâm vào (Theia), tạo ra cả Mặt Trăng và độ nghiêng 23.5° của Trái Đất.

## Tiểu sử
Chào đời tại Pennsylvania năm 1939, ông lấy bằng Cử nhân Khoa học chuyên ngành vật lý từ Đại học Tiểu bang Pennsylvania, và bằng Thạc sĩ Khoa học địa chất và Tiến sĩ thiên văn học từ Đại học Arizona. Sự nghiệp của ông kéo dài hơn 40 năm, từ công việc vào đầu những năm 1960 với Gerard Kuiper về hố va chạm Mare Orientale, và làm việc trong dự án lập bản đồ Sao Hỏa Mariner 9, đến công việc hiện tại của nhóm chụp ảnh bằng Mars Global Surveyor. Ông hiện là một nhà khoa học cao cấp tại Viện Khoa học Hành tinh.
Ông từ lâu là một trong những họa sĩ không gian hàng đầu của Mỹ (chịu ảnh hưởng mạnh của Chesley Bonestell), đã viết và minh họa nhiều cuốn sách về lịch sử Trái Đất và Hệ Mặt Trời, thường hợp tác với họa sĩ Ron Miller.
Hartmann là thành viên của Hiệp hội Họa sĩ Thiên văn Quốc tế. Tác phẩm viết của ông cũng bao gồm sách giáo khoa, truyện ngắn và tiểu thuyết, gần đây nhất được xuất bản năm 2003. Năm 1997, ông là người đầu tiên nhận Huân chương Carl Sagan Xuất sắc về Truyền thông Công cộng vì Khoa học Hành tinh từ Hội Thiên văn học Hoa Kỳ, Phòng Khoa học Hành tinh.
Hartmann là thành viên của Dự án UFO Đại học Colorado trong năm 1966–1968 (được gọi một cách không chính thức là Ủy ban Condon), một nghiên cứu công khai gây tranh cãi về UFO do Không quân Hoa Kỳ tài trợ. Ông chủ yếu điều tra bằng chứng ảnh, và loại bỏ vì hầu hết là không đáng tin cậy hoặc không đi đến kết quả; trong các nghiên cứu được công bố trong báo cáo cuối cùng của Ủy ban, ông đã kết luận hai trường hợp - Great Falls (hình ảnh chuyển động của hai nguồn sáng chói khó phù hợp với loại máy bay đã biết) và McMinnville (hai bức ảnh của một phi thuyền hình đĩa bay) - không giải thích được và điều đặc biệt đáng chú ý là bằng chứng thử nghiệm về thực tế của UFO.
Tiểu hành tinh 3341 Hartmann được đặt theo tên ông.

## Tác phẩm
- Out of the Cradle: Exploring the Frontiers beyond Earth, with Ron Miller and Pamela Lee (1984)
- The History of Earth: An illustrated chronicle of an evolving planet, with Ron Miller (1991)
- Mars Underground, (1997)
- The Grand Tour: A Traveler's Guide to the Solar System, with Ron Miller (1st edition 1981, 2nd edition 1993, 3rd edition 2005)